# Erick Rowan
Joseph Ruud (Minneapolis, 28 de novembro de 1981) é um lutador de luta profissional estadunidense. Ele trabalha atualmente para a WWE, na marca Raw sob o nome de ringue Erick Rowan e é membro do The Wyatt Sicks.

## Circuito independente (2007—2011)
Ruud competiu no circuito independente estadunidense e japonês. Em 2007, ele competiu como Thoruf na japonesa Pro Wrestling Noah, nas divisões individuais e de dupla, perdendo a maioria de suas 18 lutas. Em 2008 e 2009, ele competiu na F1rst Wrestling promotion em Minnesota como Thoruf Marius. Ele manteve uma rivalidade com Broody Hoofer.

## World Wrestling Entertainment / WWE (2011—presente)

### Territórios de desenvolvimento (2011—presente)
Ruud foi contratado pela World Wrestling Entertainment (WWE) em 2011, competindo como Erick Rowan no território de desenvolvimento Florida Championship Wrestling (FCW), lutando majoritariamente na divisão de duplas. Sua primeira luta foi em 14 de abril de 2011, aliando-se a Buck Dixon para derrotar DeSean Bishop e DT Porter. Ele foi derrotado na semana seguinte, quando o trio dele, Bobby Dutch e Aksana perdeu para Derrick Bateman, Xavier Woods e Kaitlyn. Rowan começou uma dupla com James Bronson para competir no FCW Tag Team Showcase Tournament, mas foi derrotado nas quartas de finais por Épico e Hunico. Ele e James Bronson desafiaram CJ Parker e Donny Marlow pelo Campeonato de Duplas da FCW, mas foram derrotados.
Durante 2012, Rowan se tornou um lutador individual, até aliar-se a Luke Harper.
Ele estreou no programa de televisão do NXT em novembro de 2012, como o segundo discípulo de Bray Wyatt, o primeiro sendo Harper. Eles passaram a ser conhecidos como Wyatt Family. Em sua estreia como dupla, eles derrotaram Percy Watson e Yoshi Tatsu em 9 de janeiro de 2013. Harper e Rowan foram derrotados na final de um torneio pelo Campeonato de Duplas do NXT por Adrian Neville e Oliver Grey. Eles derrotaram Neville e Bo Dallas, que substituía Grey, em 2 de maio para conquistar o título.

### Raw (2013—presente)

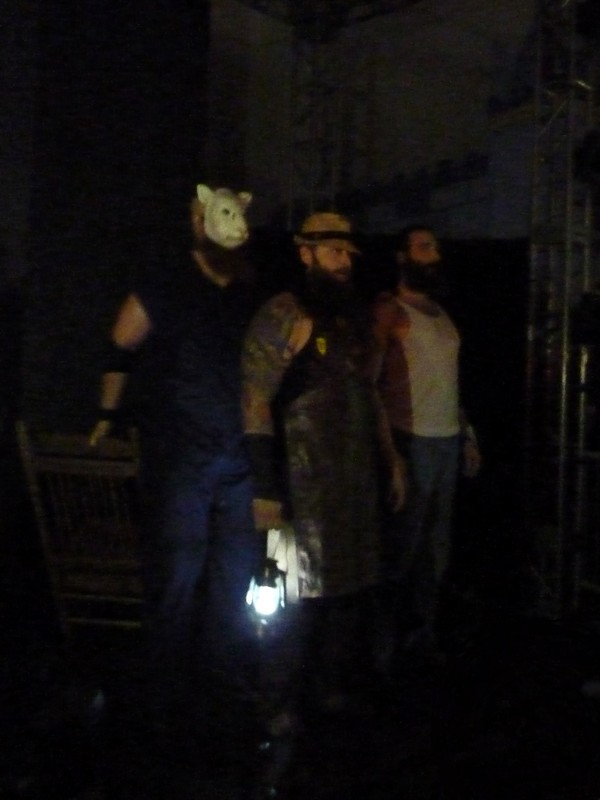
Rowan (com mascara) como parte da The Wyatt Family em 2013.

No Raw de 27 de maio de 2013, um vídeo promocional foi exibido, falando sobre a estreia de Harper, Bray Wyatt e Erick Rowan. O trio estreou no Raw de 8 de julho, atacando Kane. Após atacar lutadores como R-Truth, Justin Gabriel e 3MB, Rowan e Harper fizeram sua primeira luta no SmackDown de 26 de julho, derrotando Tons of Funk (Brodus Clay e Tensai).
No Raw de 05 de janeiro de 2015, foi "demitido" por Triple H. No Raw 19, Cena ganhou de Seth Rollins, Big Show e Kane para recontratar Erick Rowan, Dolph Ziggler e Ryback. No dia 22 no SmackDown, Rowan competiu com seu ex-parceiro Luke Harper, para se qualificar para o Royal Rumble, mas Rowan perdeu e não se qualificou. No Royal Rumble, Rowan atacaria Curtis Axel, para entrar em seu lugar e foi atrás de Luke Harper e Bray Wyatt, mas foi eliminado por Bray Wyatt.
No Fastlane ele, juntamente com Dolph Ziggler e Ryback enfrentaram Kane, Seth Rollins e Big Show, e foram derrotados.
No Raw de 7 de maio, após uma vitória de Luke Harper sobre Fandango, Rowan entrou no ringue e todos pensavam que ele iria atacar seu antigo parceiro da Wyatt Family, porém o que ele fez foi atacar Fandango, aparentemente querendo voltar com a dupla.
No Raw da semana seguinte os dois lutaram contra Fandango e Zack Ryder, e ganharam.

## No wrestling
- Body Splash(da terceira corda)-2015-presente
- Heel Kick
- Full Nelson Slam-2014-presente
- Big Splash-2012-2013-usado como signature 2014-presente
- Torture Rack- 2014
- Waist-lift side Slam- 2014

## Títulos e prêmios
- WWE NXT
  - slammy awards para match of the year (2014) - team cena vs team authority no survivor series
    - NXT Tag Team Championship (1 vez) – com Luke Harper

- WWE
  - WWE SmackDown Tag Team Championship (2 vezes) – com Harper e Daniel Bryan